# New Zealand Natives

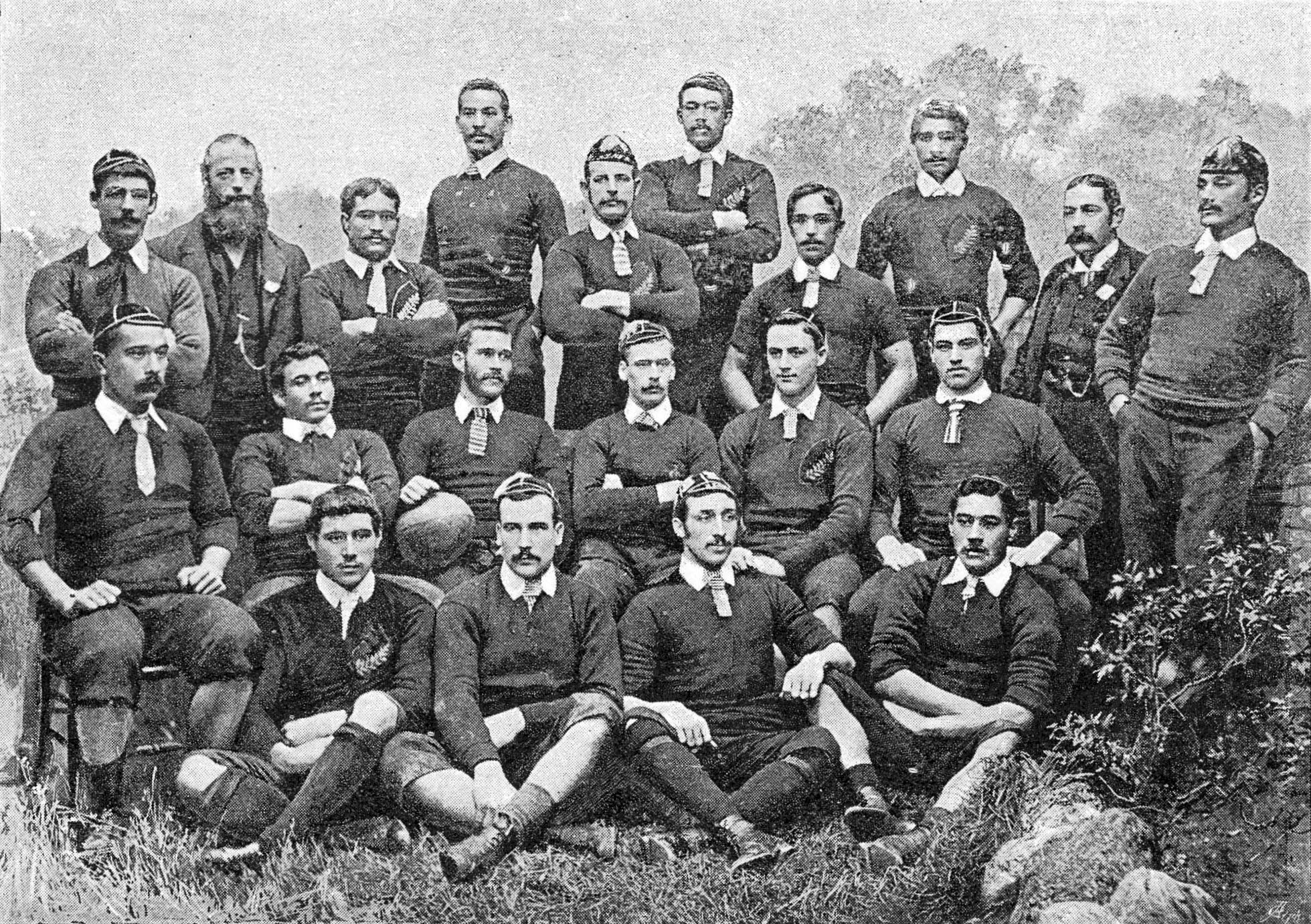

Los New Zealand Natives es el nombre que reciben los primeros Māori All Blacks, estos fueron el primer equipo neozelandés que partió de gira a Europa y la misma se realizó en el Reino Unido durante fines de 1888 e inicios de 1889.
Pasaron a la fama porque fueron los primeros en vestirse de negro, usar como distintivo un helecho plateado, realizar el haka y ser llamados por los periodistas británicos: All Blacks. Jugaron 107 partidos contra clubes y ganaron más del 90%, jugaron tres test matches enfrentando por primera vez a Gales, Inglaterra e Irlanda y consiguieron la victoria ante el XV del Trébol.
En 2008 el equipo en conjunto y su capitán; Joe Warbrick, fueron ingresados al World Rugby Salón de la Fama.

## Historia
Thomas Ellison fue quien diseñó el uniforme e ideó realizar el haka antes de los partidos, siendo cantado por primera vez el 3 de octubre de 1888 ante la Surrey Rugby Football Union.

## Plantel
El equipo iba a ser completamente integrado por maorís, pero al final ingresaron cuatro Pākehās (neozelandeses blancos). El equipo consistió en 26 jugadores y los nombres exactos de varios de ellos, son desconocidos.
Forwards
| - W. Anderson - Thomas Ellison - E. Ihimaira | - Wi Karauria - Richard Maynard - Teo Rene | - Dick Stewart - Dick Taiaroa - Alfred Warbrick | - Arthur Warbrick - Alexander Webster - George Williams - George Wynyard |

Backs
| - William Elliot - David Gage - Charles Goldsmith | - Patrick Keogh - Harry Lee - Charles Madigan | - Wiri Nehua - Fred Warbrick - Joe Warbrick | - Billy Warbrick - Henry Wynyard - Tabby Wynyard |

## Test matches
En aquella época los tries valían 1 punto, las conversiones 2 puntos y los penales y drops 3 puntos. Esto era así debido a la dificultad del manejo de la pelota.
| 1 de diciembre de 1888 | Irlanda                                 | 4 – 13 | NZ Natives                                                                | Lansdowne Road, Dublín,                                |                                                        |
|                        | Tries Waites Woods Conversión Stevenson |        | Tries McCausland Ellison Maynard Elliot Keogh Conversiones (4) McCausland | Asistencia: 3.000 espectadores Árbitro(s): J. Chambers | Asistencia: 3.000 espectadores Árbitro(s): J. Chambers |

| 22 de diciembre de 1888 | Gales                                      | 5 – 0 | NZ Natives | St. Helen's, Swansea,                              |                                                    |
|                         | Tries Towers Thomas Hannan Conversión Webb |       |            | Asistencia: ? espectadores Árbitro(s): S. Mortimer | Asistencia: ? espectadores Árbitro(s): S. Mortimer |

| 16 de febrero de 1889 | Inglaterra                                                       | 7 – 0   | NZ Natives | Rectory Field, Blackheath,                                 |                                                            |
|                       | Tries Bedford , Evershed Stoddart Sutcliffe Conversión Sutcliffe | Reporte |            | Asistencia: ? espectadores Árbitro(s): George Rowland Hill | Asistencia: ? espectadores Árbitro(s): George Rowland Hill |